# IMAワールド・ヘルス
IMAワールド・ヘルス（英語: IMA World Health）は、アメリカ合衆国ワシントンD.C.に拠点を置く国際NGO。キリスト教主義に基づく慈善団体であり、主に途上国における健康問題の解決を目標にしている。またホームページでは、「途上国において弱い立場や周辺に置かれた立場の人々に対して保健福祉を提供する」ことを目標に掲げている。キリスト教主義NGOの団体であるコーラス・インターナショナルに加盟しており、米国国際開発庁（USAID）にも登録されている。

## 沿革
前身であるインターチャーチ・メディカル・アシスタンス（Interchurch Medical Assistance、IMA）は1960年に設立された。当初の目的は製薬会社や医療機器メーカーからの現物寄付を集約して難民キャンプや被災地の支援に用いることであった。発足当初はメリーランド州にあった倉庫で物資を仕分けしており、この倉庫を管理運営していたのは当時からスポンサーであったブレザレン教会である。現在では総額10億ドルを超える物資を52カ国に提供している。
医療物資の支援に加え、IMAでは被災地などでの医療支援も行なっている。2010年に発生したハイチ地震では、当時現地で活動していたCEOリック・サントスを含む3名が宿泊していたホテルが倒壊し、50時間にわたって閉じ込められたがその後救出された。
1990年台後半からは途上国における医療支援を拡大した。これにはHIVエイズを防ぐための試みなどが含まれている。